# CrissCross
CrissCross è un film statunitense del 1992 diretto da Chris Menges e tratto dall'omonimo romanzo di Scott Sommer.

## Trama
Key West, Florida, 1969. Il giovane Chris vive con la madre dopo che il padre, un reduce della Guerra del Vietnam, li ha abbandonati. La madre, Tracy, è costretta a lavorare in un locale di spogliarello.

## Produzione

### Location
Alcune scene sono state girate nelle aree circostanti Miami/Key West. Il monastero spagnolo nel film si trova a North Miami ed è stata portata a Miami dalla Spagna in migliaia di singoli blocchi di pietra numerati e ricostruiti pietra per pietra.

## Accoglienza

### Botteghino
Girato con un budget stimato di 14 milioni di dollari, il film ne ha incassati ai botteghini 3.052.738.